# John Montagu (marquis de Monthermer)
Pour les articles homonymes, voir John Montagu.
John Montagu, marquis de Monthermer, 1er baron Montagu de Boughton (18 mars 1735 - 11 avril 1770) est un pair britannique.

## Biographie
Il est né John Brudenell, fils aîné de George Montagu (1er duc de Montagu) et de son épouse Mary, fille de John Montagu (2e duc de Montagu). En tant qu'héritier du comté de Cardigan, il est appelé Lord Brudenell dès sa naissance.

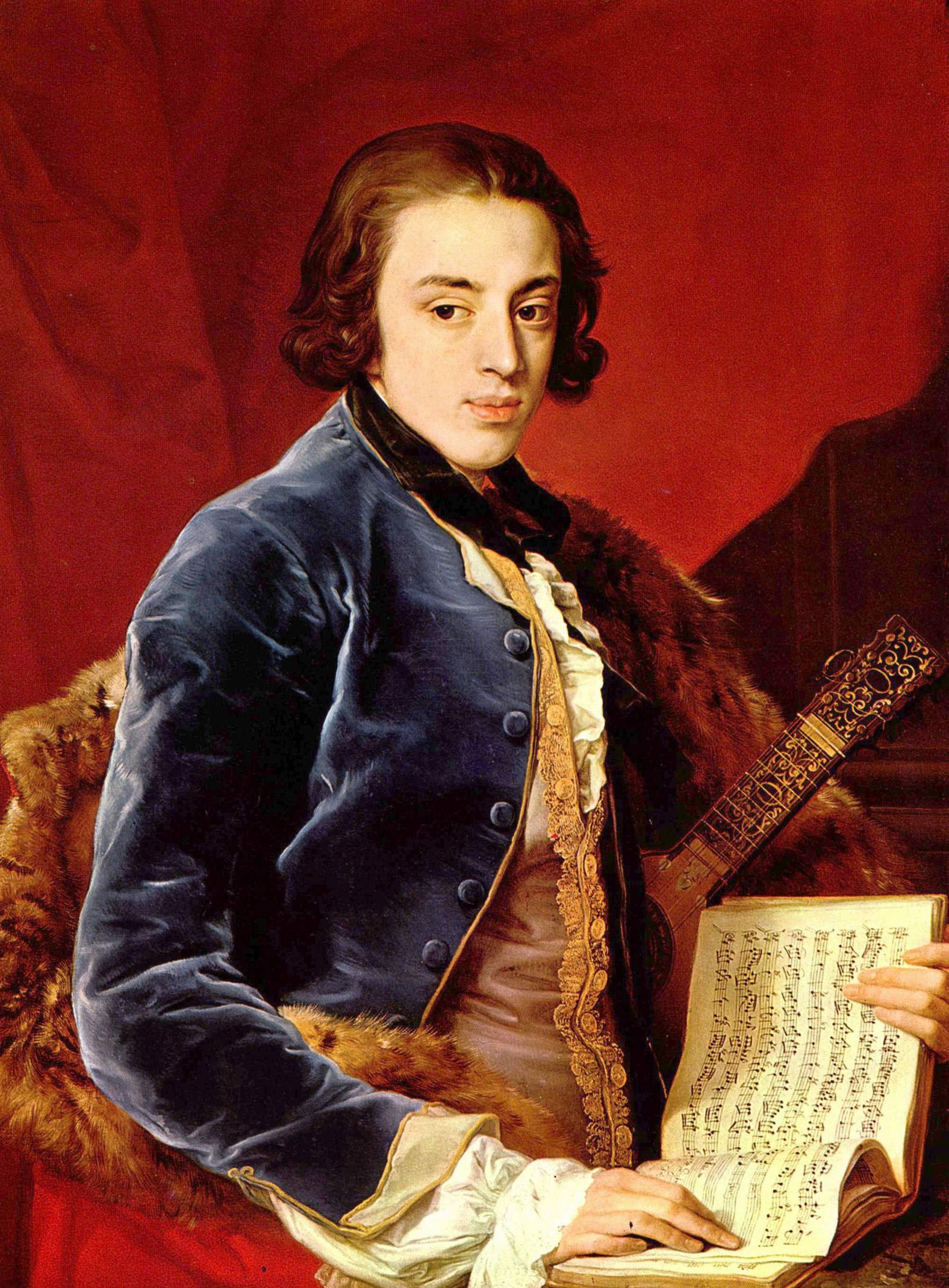
John Montagu, marquis de Monthermer. Pompeo Batoni, 1764, Boughton House, Northamptonshire

En 1749, le duc de Montagu meurt et son gendre Lord Cardigan hérite de ses domaines. Lui et ses enfants prennent le nom de famille Montagu au lieu de celui de Brudenell. L'un des titres de la famille Montagu est rétabli en la personne de Lord Brudenell lorsqu'il est créé baron Montagu de Boughton, de Boughton dans le comté de Northampton, le 8 mai 1762. Le comte de Cardigan est créé premier duc de Montagu de la deuxième création le 5 novembre 1766, et son fils prend le titre de courtoisie de marquis de Monthermer.
Avant son élévation à la pairie, Lord Brudenell est brièvement député conservateur de Marlborough, siégeant pour l'arrondissement avec son oncle, le colonel Robert Brudenell. En 1764, son portrait est peint par Pompeo Batoni.
Lord Monthermer meurt le 11 avril 1770 à l'âge de trente-cinq ans, célibataire. Comme il n'a laissé aucun enfant, sa baronnie de Montagu s'éteint, mais est recréée pour son père le 21 août 1786, avec le reste aux fils cadets de sa sœur Elizabeth, duchesse de Buccleuch.